# Love Light in Flight
"Love Light in Flight" is een liedje van Stevie Wonder. Het verscheen op het soundtrackalbum The Woman in Red en Motown gaf het in 1984 als single uit, met op de B-kant het door Ben Bridges geschreven instrumentale liedje "It's More Than You". De single leverde Wonder een American Video Award-nominatie voor beste mannelijke artiest op. Hij bereikte met "Love Light in Flight" de 44ste plaats in de UK Singles Chart, de 43ste plaats in de Nieuw-Zeelandse hitlijst, de zeventiende plaats in de Billboard Hot 100 en de vierde plaats in de Amerikaanse hitlijst voor rhythm-and-blues.
Wonder maakte voor de basdrum van "Love Light in Flight" gebruik van een door Roger Linn ontworpen drumcomputer.

## Musici[6]
- Antoinette Wood - achtergrondzang
- Finis Henderson III - achtergrondzang
- Gene VanBuren - achtergrondzang
- Judy Cheeks - achtergrondzang
- Lynn Davis - achtergrondzang
- Portia Griffin - achtergrondzang
- Susaye Greene - achtergrondzang
- Windy Barnes - achtergrondzang
- Stevie Wonder - synthesizer, drums, zang

## Hitnoteringen

### UK Singles Chart
| Positie: | 44 | 44 | 57 | 72 | 75 | uit |

## Vertolkingen
- Jazzfluitist Dave Valentin coverde "Love Light in Flight" op het album Jungle Garden uit 1990.[8]
- Op het album Under the Influence uit 1996 staat een vertolking door Kim Pensyl.[9]
- Sheila Raye Charles, de dochter van Wonders idool Ray Charles, vertolkte "Love Light in Flight" voor haar album Behind the Shades (2009).[10]